# Liste der Bischöfe von Guadix
Die folgenden Personen waren Bischöfe von Guadix (Spanien):
- Heiliger Torquatus von Acci
- Atanasio
- Emiliano 136
- Sotero Germano 174
- Julio 210
- Aureo 250
- Felix 322
- Vicente 360
- Veliano 396

- Armando 429
- Ceciano 458
- Magnario 491
- Bertrando 526
- Luciano 562
- Liliolo 589
- Pedro 590
- Pablo 610
- Clarencio 633
- Justo 638
- S. Frodoario I. 647
- Juliano 653
- Magnario 655
- Ricila 675
- Frodoario II. 719
- Quirico 839
- Pedro I. 1401
- Nicolás 1401–1417
- Pedro II. 1417–1434
- Fernando de Atienza 1434–1475
- Pedro III. (1475–1485)
- Garcia de Quixada (1485–1522)
- Pedro González Manso (1523–1524) (dann Bischof von Tui)
- Gaspar Avalos de la Cueva (1524–1529) (dann Erzbischof von Granada)
- Antonio Guevara Noroña OFM (1528–1537) (dann Bischof von Mondoñedo)
- Antonio del Aguila Vela y Paz (1537–1546) (dann Bischof von Zamora)
- Martín Pérez de Ayala (1548–1560) (dann Bischof von Segovia)
- Melchor Alvarez de Vozmediano (1560–1570)
- Julián Ramirez OS (1574–1581)
- Juan Alonso Moscoso (1582–1593) (dann Bischof von León)
- Juan Fonseca (1593–1604)
- Juan Orozco Covarrubias y Leiva (1606–1610)
- Juan Nicolás Carriazo (1611–1617)
- Jerónimo Herrera Salazar (1617–1619)
- Plácido Tosantos Medina OSB (1620–1624) (dann Bischof von Zamora)
- Juan Arauz Díaz OFM (1624–1635)
- Juan Dionisio Fernández Portocarrero (1636–1640) (dann Bischof von Cádiz)
- Juan Queipo de Llano y Valdés (1640–1643) (später Bischof von Coria)
- Francisco Pérez Roy (1643–1648)
- F. Bernardino Rguez. de Arriaga y López (1649–1651)
- Diego Serrano Sotomayor OdeM (29. April 1652 bis 5. Oktober 1652)
- José Laynez y Gutiérrez (1653–1667)
- F. Diego de Silva y Pacheco de las Mariñas (1658–1667)
- Clemente Álvarez y López (1675–1688)
- Juan de Villace Vozmediano y García (1689–1698)
- Pedro de Palacios y Tenorio (1693–1700)
- Juan Feyjóo González de Villalobos OCarm (1702–1706)
- Juan Montalbán Gómez OP (1706–1720) (dann Bischof von Plasencia)
- Felipe de los Tueros Huerta (1721–1734) (dann Erzbischof von Granada)
- Francisco Salgado Quirago (1734–1744)
- Andrés Licht Barrera (1745–1750)
- Miguel Valejo Berlanga OSsT (1750–1757)
- Francisco Alejandro Bocanegra Jivaja (1757–1773) (dann Erzbischof von Santiago de Compostela)
- Bernardo Lorca Quiñones OSH (1773–1793)
- Raimundo Melchor Magi Gómez OdeM (1797–1803)
- Marcos Cabello Lopez OSA (1804–1819)
- Diego Muñoz Torrero (1820)
- Juan José Cordón Leyva (1824–1827)
- José Uraga Pérez (1827–1840)
- Kardinal F. X. Álvarez de Cienfuegos (1840–1848) (Administrator, dann Erzbischof von Sevilla)
- Antonio Lao Cuevas (14. Mai 1850 bis 14. Juli 1850)
- Juan José Arbolí Acaso (1852–1853) (dann Bischof von Cádiz)
- Mariano Martínez Robledo y Robledo (1854–1855)
- Antonio Rafael Domínguez Valdecañas (1857–1865)
- Mariano Brezmes Arredondo (1866–1875) (dann Bischof von Astorga)
- Vicente Pontes y Cantelar OSA (1875–1893)
- Maximiliano Fernández del Rincón y Soto Dávila (1894–1907)
- Timoteo Hernández Mulas (1907–1921)
- Angel Marquina y Corrales (1922–1928)
- Manuel Medina Olmos (1928–1936)
- Rafael Alvarez Lara (1943–1965) (dann Bischof von Mallorca)
- Gabino Díaz Merchán (1965–1969) (dann Erzbischof von Oviedo)
- Antonio Dorado Soto (1970–1973) (dann Bischof von Cádiz und Ceuta)
- Ignacio Noguer Carmona (1976–1990) (dann Koadjutorbischof von Huelva)
- Juan García-Santacruz Ortiz (1992–2009)
- Ginés Ramón García Beltrán (2009–2018) (dann Bischof von Getafe)
- Francisco Jesús Orozco Mengíbar (seit 2018)